# Sösjön (Kalls socken, Jämtland)
Sösjön är en sjö i Åre kommun i Jämtland och ingår i Indalsälvens huvudavrinningsområde. Sjön har en area på 2,72 kvadratkilometer och ligger 573,2 meter över havet.

## Delavrinningsområde
Sösjön ingår i det delavrinningsområde (708791-137116) som SMHI kallar för Utloppet av Sösjön. Medelhöjden är 742 meter över havet och ytan är 16,9 kvadratkilometer. Räknas de 4 avrinningsområdena uppströms in blir den ackumulerade arean 72,94 kvadratkilometer. Sösjöån som avvattnar avrinningsområdet har biflödesordning 2, vilket innebär att vattnet flödar genom totalt 2 vattendrag innan det når havet efter 382 kilometer. Avrinningsområdet består mestadels av skog (35 procent) och kalfjäll (41 procent). Avrinningsområdet har 2,85 kvadratkilometer vattenytor vilket ger det en sjöprocent på 16,9 procent.

## Tidiga spår efter samer och renskötsel
Inom Njaarke sameby, där Sösjön ligger, genomfördes omfattande arkeologiska och palynologiska undersökningar under 1990- och 2000-talen. Vid sjön finns vistesplatser som använts fram till början av 1900-talet. Vid sjöns nordvästra del ligger även en fäbodvall, Sösjövallen, som nyttjades av bönderna i trakten. Två kokgropar vid Sösjöns norra del har daterats till 700- eller 800-talen e.Kr. År 2001 hittades en tidigare okänd boplats, också vid sjöns norra del, som bedömts vara samisk. Där finns lämningar efter flera kåtaomter, ett tiotal järnpilspetsar, en spjutspets, knivblad, eldstål och järnslagg. Järnsmide förekom. Dateringar med kol-14-metoden visar att boplatsen var bebodd under perioden 1000–1300 e.Kr. Ett pollenprov från fjällsluttningen öster om Sösjön tyder på svag kulturpåverkan från 1200-talet och kraftig kulturpåverkan från 1500-talet. Ett annat pollenprov, från en myr vid Rödvattsån eller Råafajohkk, visade att det omkring år 1000 e.Kr. fanns en öppning i skogen motsvarande en renvall. Det tolkas som att renskötsel bedrevs vid denna tid.